# Crkvena povijest
Crkvena povijest je bogoslovska znanstvena disciplina koja proučava povijesni proces kršćanske vjere.

## Hrvatski crkveni povjesničari
Poznati hrvatski crkveni povjesničari su: Ambroz Bačić, Mile Bogović, Josip Buturac, Krunoslav Draganović, Mitar Dragutinac, Franjo Emanuel Hoško, Karlo Jurišić, Đuro Kokša, Stjepan Krasić, Dominik Mandić, Vjekoslav Noršić, Matija Pavić, Svetozar Rittig, Franjo Sebastijanović, Ante Stantić,  Petar Šimunić, Matija Vlačić Ilirik i drugi.

## Vanjske poveznice
Mrežna mjesta
- Croatica Christiana periodica, časopis Instituta za crkvenu povijest KBF-a u Zagrebu, Hrčak